# Prière du vendredi
La prière du vendredi, ou Jumu'ah (صلاة الجمعة, ṣalāt al-jum‘ah, « prière du vendredi »), est une prière de l'islam (salat) qui réunit les musulmans le vendredi, juste l'après midi. Elle remplace la prière de midi (ṣalāt al-ẓuhr) des autres jours de la semaine.
La prière du vendredi est annoncée par l'appel du muezzin : l'adhan (en arabe : أَذَان). Elle est précédée d'un sermon (la khutba) prononcé par un khatib, qui est généralement un imam.
D'une extrême importance dans la pratique de l'islam, cette prière rassemble ordinairement un grand nombre de fidèles dans les mosquées. La prière est accomplie collectivement par ceux qui le peuvent. Au moment de l’appel à la prière, les croyants sont invités à prier. Ensuite, dès la fin de l’office, ils se dispersent pour vaquer à leurs occupations et reprendre leurs activités.

## Dans le Coran
La prière du vendredi figure dans le Coran :
« Ô vous les croyants ! Lorsque l’on appelle à la prière du vendredi, accourez à l’invocation d’Allah et cessez tout commerce. Cela est bien meilleur pour vous, si vous saviez ! » (Sourate 62, Al-Jumua, aya 9.)

## Variantes linguistiques
| Région/pays                        | Langue                          | Termes utilisés               |
| ---------------------------------- | ------------------------------- | ----------------------------- |
| Moyen-Orient et Afrique            | Arabe                           | صلاة الجمعة (Ṣalāh al-Jum'ah) |
| Iran, Afghanistan                  | Farsi                           | نماز جمعه (Namaz Jumah)       |
| Inde du Nord et de l'Est, Pakistan | Ourdou                          | جمعہ نماز (Jumma namaaz)      |
| Bangladesh, Inde du Nord-Est       | Bengali                         | জুম'আ, জুম্মা (Jum'aa, jumma)     |
| Turquie                            | Turc                            | Cuma namazı                   |
| Azerbaïdjan                        | Azeri                           | Cümə namazı                   |
| Balkans                            | Serbo-croate, Bosnien           | Džuma-namaz                   |
| Pologne                            | Polonais                        | Dżummuah                      |
| Espagne, Amérique latine           | Espagnol                        | Yumu'ah                       |
| Somalie, Somaliland                | Somali                          | Salaada Juma                  |
| Asie du Sud-Est                    | Bahasa Indonesia, Bahasa Melayu | Salat jumat, Solat jumaat     |
| Java                               | Basa Jawa                       | Jemuwahan                     |
| Ouzbékistan                        | Ouzbek                          | Juma namozi                   |
| Kurdistan irakien                  | Sorani                          | نوێژی ھەینی                   |
| Xinjiang                           | Ouïghour                        | جۈمە نامىزى                   |
| Kosovo                             | Albanais                        | Xhumaja                       |

## Statistiques
- France : selon un sondage IFOP de mars 2011, 41,2 % des musulmans en France se disent croyants pratiquants, tandis que 25,5 % disent aller généralement à la prière chaque vendredi à la Mosquée[1].